# Gil Delamare
Gil Delamare, född Gilbert-Yves Delamare de la Villenaise de Chénevarin 14 oktober 1924 i Paris, död 31 maj 1966 i Le Bourget, Seine-Saint-Denis, var en fransk skådespelare och stuntman.

## Roller i urval
- 1951 – Min vän Oscar (ej krediterad)
- 1951 – Mon phoque et elles
- 1952 – Fest i Paris
- 1952 – Nattens skönheter
- 1954 – Fåret har 5 fötter
- 1954 – L'air de Paris
- 1956 – Förbjuden kärlek
- 1962 – Den längsta dagen
- 1963 – Mannen från Rio (stuntkoordinator)
- 1966 – Den stora kalabaliken (specialeffekter)
- 1966 – Hur man stjäl en miljon (specialeffekter)